# Maçãs de Caminho
Maçãs de Caminho ist ein Ort und eine ehemalige Gemeinde in Mittel-Portugal.

## Geschichte
Der Ort war bis zum Beginn des 19. Jahrhunderts Vila (Kleinstadt) und Sitz eines Kreises. Im Verlauf der Verwaltungsreformen nach der Liberalen Revolution 1822 wurde der Kreis dann aufgelöst und Alvaiázere angegliedert.
Mit der Gebietsreform in Portugal 2013 wurde die Gemeinde aufgelöst und der Stadtgemeinde von Alvaiázere angegliedert.

## Verwaltung

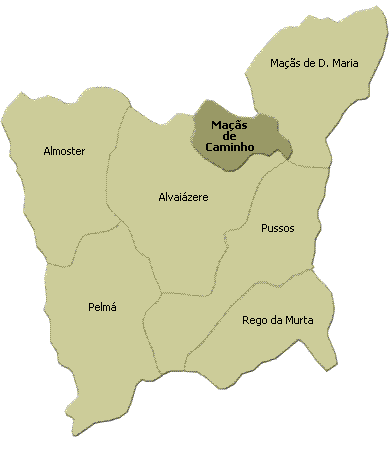
Lage von Maçãs de Caminho im Kreis Alvaiázere

Maçãs de Caminho war Sitz einer gleichnamigen Gemeinde (Freguesia) im Kreis (Concelho) von Alvaiázere, im Distrikt Leiria. In der Gemeinde lebten 356 Einwohner auf einer Fläche von 7,66 km² (Stand 30. Juni 2011).
Folgende Ortschaften liegen im Gebiet der ehemaligen Gemeinde:
| - Amarela - Azenha do Carregal - Barqueiro - Carregal - Casais - Casal de Cima - Casal do Marco - Eira da Pedra - Maçãs de Caminho | - Mosqueiro - Pedra Branca - Pinheiral - Quinta de São Gens - Relvas - Relvas de Baixo - Rio - Valbom |

Am 29. September 2013 wurde die Gemeinde Maçãs de Caminho nach Alvaiázere eingegliedert.
| Bevölkerungsentwicklung in der Gemeinde Maçãs de Caminho (1864–2011) | Bevölkerungsentwicklung in der Gemeinde Maçãs de Caminho (1864–2011) | Bevölkerungsentwicklung in der Gemeinde Maçãs de Caminho (1864–2011) | Bevölkerungsentwicklung in der Gemeinde Maçãs de Caminho (1864–2011) | Bevölkerungsentwicklung in der Gemeinde Maçãs de Caminho (1864–2011) | Bevölkerungsentwicklung in der Gemeinde Maçãs de Caminho (1864–2011) | Bevölkerungsentwicklung in der Gemeinde Maçãs de Caminho (1864–2011) | Bevölkerungsentwicklung in der Gemeinde Maçãs de Caminho (1864–2011) | Bevölkerungsentwicklung in der Gemeinde Maçãs de Caminho (1864–2011) | Bevölkerungsentwicklung in der Gemeinde Maçãs de Caminho (1864–2011) | Bevölkerungsentwicklung in der Gemeinde Maçãs de Caminho (1864–2011) | Bevölkerungsentwicklung in der Gemeinde Maçãs de Caminho (1864–2011) | Bevölkerungsentwicklung in der Gemeinde Maçãs de Caminho (1864–2011) | Bevölkerungsentwicklung in der Gemeinde Maçãs de Caminho (1864–2011) | Bevölkerungsentwicklung in der Gemeinde Maçãs de Caminho (1864–2011) |
| -------------------------------------------------------------------- | -------------------------------------------------------------------- | -------------------------------------------------------------------- | -------------------------------------------------------------------- | -------------------------------------------------------------------- | -------------------------------------------------------------------- | -------------------------------------------------------------------- | -------------------------------------------------------------------- | -------------------------------------------------------------------- | -------------------------------------------------------------------- | -------------------------------------------------------------------- | -------------------------------------------------------------------- | -------------------------------------------------------------------- | -------------------------------------------------------------------- | -------------------------------------------------------------------- |
| 1864                                                                 | 1878                                                                 | 1890                                                                 | 1900                                                                 | 1911                                                                 | 1920                                                                 | 1930                                                                 | 1940                                                                 | 1950                                                                 | 1960                                                                 | 1970                                                                 | 1981                                                                 | 1991                                                                 | 2001                                                                 | 2011                                                                 |
| 511                                                                  | 555                                                                  | 540                                                                  | 597                                                                  | 658                                                                  | 676                                                                  | 689                                                                  | 774                                                                  | 804                                                                  | 697                                                                  | 542                                                                  | 591                                                                  | 446                                                                  | 391                                                                  | 356                                                                  |

## Sehenswürdigkeiten
Sehenswert ist die Pfarrkirche Igreja de Nossa Senhora da Graça.